# Harry Potter és a Titkok Kamrája (videójáték)
A Harry Potter és a Titkok Kamrája egy 2002-ben készült kalandjáték. Az Electronic Arts adta ki és a Eurocom fejlesztette a PlayStationre, Xbox-ra és GameCube-ra készített változatot. Ezzel egy időben az Amaze Entertainment PC-re és Mac-re, illetve Game Boy Advance-re és Game Boy Color-ra fejlesztett egy változatot. PlayStationre is készült ilyen játék. Az Amerikai Egyesült Államokban ez volt az utolsó játék a Game Boy Color-on.

## Szereposztás
- Stephen Fry – Narrátor
- Tom Attenborough – Harry Potter
- Greg Chillin – Ron Weasley
- Jonathan Kydd – Albus Dumbledore
- Emily Robison – Hermione Granger
- Victoria Robinson – Ginny Weasley/Hisztis Myrtle
- Joseph McFadden – Fred és George Weasley/Percy Weasley/Mr Weasley
- Daniel Irving – Draco Malfoy/Mardekáros diák
- Charlotte Fudge – Tizenegy diák
- Ben Avis – Tizennégy diák
- David Coker – Rubeus Hagrid/Perselus Piton/Tom Denem

## Játékmenet
A játékmenet meglehetősen egyszerű. A játékos Harry Potterként járja körbe Roxfortot. A játék során a játékos sok olyan esemény részese lesz, amik a könyv cselekményén alapulnak.
A cselekmény fontos pontjait számos óra köti össze: a játékos többek között megtanul seprűn lovagolni, vagy varázslatok segítségével megküzdeni az ellenséggel. Az összes új varázslatot próbatételen kell begyakorolni. A próbatételeket időre kell teljesíteni, hogy véget érhessen az óra. A játék előrehaladtával azonban olyan kihívással is szembenéz a játékos, amelyek nem időre mennek. Ezeken nem varázslatot kell gyakorolni: a kihívás a könyv eseményeit dolgozza fel. Például be kell lépni a Tiltott Rengetegbe, vagy meg kell keresni a Százfűlé-főzet hozzávalóit Hermionénak.

## Cselekmény
Részletesebben a cselekménnyel a Harry Potter és a Titkok Kamrája szócikk foglalkozik.
Harry Potter, Ron Weasley és Hermione Granger visszatér a Roxfort Boszorkány- és Varázslóképző Szakiskolába, hogy a második évfolyamban folytathassák tanulmányaikat. Azonban az iskola addig sem teljesen békés élete felborul: egyre több diák, később Hermione is, mágia hatására kővé dermed, és arról pletykálnak, hogy ez egy bizonyos Mardekár utódjának a műve. A gyanú Harryre terelődik, amikor fény derül arra, hogy ért a kígyók nyelvén. Amikor azonban Ginny Weasley-t elrabolják és a Titkok Kamrájába viszik, Harry és Ron nem tehetnek mást, lemennek a Kamrába, hogy megmenthessék őt.

## A szereplők
Nem szerepel az összes szereplő az összes változatban.
- Harry Potter: a bátor tizenkét éves varázsló. Ő a főhős és az egyetlen irányítható szereplő.
- Ron Weasley: Harry legjobb barátja, általában az órákra vagy a kviddicspályára vezeti Harryt, de a filmszerű jelenetekben is megjelenik.
- Hermione Granger: az okos kislány, akit ritkán látni Harryvel, csak a jelenetekben. A játék vége felé kővé dermesztik.
- Ginny Weasley: Ron kishúga, Harrynek a játék végén őt kell megmentenie. A PS2, Xbox, és GameCube változatokban Harrynek meg kell találnia Ginny elveszett tárgyait az Abszol úton.
- Fred és George Weasley: ikrek, Ron and Ginny bátyjai. PC/MAC változatban nagyon kis jelentőségük van, de a PS2/Xbox/GC változatban emlékeztetik Harryt a Flipendo átok használatára, megtanítják neki, hogy kell törpementesíteni, és Roxfortban boltot nyitnak a Griffendél toronyban. A boltban Harry bűzbombát, robbanásbiztos léggömböt (prefektusok kivédésére), bájitalos fiolákat, Híres Varázsló és Boszorkány Kártyákat, az Alohomora varázskönyvet, és egyéb hasznos tárgyakat vehet. A bolt természetesen csak éjjel tart nyitva.
- Neville Longbottom: Harry egyik szobatársa; Neville duci, feledékeny fiú. A PS2/Xbox/GameCube változatokban beragad egy faliszőnyeg mögé, Harrynek pedig meg kell tanulnia a Diffindo varázslatot, hogy kimenthesse Neville-t.
- Draco Malfoy: Harry riválisa Mardekár kviddicscsapatának fogója. Éjszaka Harry után szaglászik.
- Hisztis Myrtle: a második emeleti lányvécét kísértő szellem.
- Albus Dumbledore: Roxfort igazgatója. Sokáig nem szerepel a játékban, de egy jelenetben megnyugtatja Harryt, hogy nem gyanúsítja őt azzal, hogy Mardekár utódja. Minden nap végén bejelenti, melyik ház hány ponttal zár aznap.
- Perselus Piton: a bájitaltan tanár. Rendkívül szigorú, gyakran van terme közelében, a pincében.
- Minerva McGalagony: az átváltoztatástan tanár. A tanterme az első emeleten, jobboldalt van.
- Filius Flitwick: a bűbájtan tanár. A tanterme a második emeleten, baloldalt található. A Hollóhát osztályfőnöke.
- Gilderoy Lockhart: a Sötét Varázslatok Kivédése tanár. Tanterme a harmadik emeleten van.
- Hagrid: hatalmas félóriás, gyakran lehet vele találkozni az erdő szélén.
- Pomona Bimba: a gyógynövénytan tanár. Az üvegházban tanít, a kastély bejáratától jobbra.
- Madam Hooch (PS2/Xbox/GC/GBA/GBC): a repüléstan tanár. Egy füves területen tanít; itt mindig megtalálható, ha Harry gyakorolni szeretne.
- Oliver Wood (PS2/Xbox/GBA/GC/PC/MAC/GBC): a Griffendél kviddicscsapat kapitánya. Ő hívja Harryt gyakorolni az év első edzésére, ezért napközben a stadionnál található, ha Harry gyakorolni akarja a cikesz elkapását.
- Percy Weasley (PS2/Xbox/GC/GBA/GBC): a Griffendél prefektusa, Fred, George, Ron, és Ginny bátyja. Percy a Griffendél-torony tanulószobájában tanul éjjel; nem szereti, ha zavarják, és kidobja Harryt, ha meglátja, vagy hallja őt. Sajnos csak ezen a szobán keresztül lehet eljutni Fred és George boltjába (ld. fent).
- Hóborc (PC/MAC/GBA/GBC): Kopogószellem; imádja a zűrt és a botrányt. Ha meglátja Harryt, nem hagyja békén, amíg Harry le nem rázza őt. Azonban a Skurge próbatétel (PC/MAC) után Hóborc nem zaklatja sokszor a játékost.

## Különbségek a változatok között
A PlayStation változat teljesen más, mint a többi konzolon. A játékot az Argonaut Games kizárólag a túlkoros konzolra fejlesztette. Az ifjabb játékosokat célozta meg, többnyire minijátékokból és órákból állt.
Apró különbségek a másik három konzolra gyártott játékokban is voltak. A PlayStation 2 és az Xbox változatokban is lehetett seprűvel szabadon röpködni. Míg a PlayStation 2 változatban ott landolt a játékos, ahol akart, Xbox-on csak bizonyos zónákon lehetett leszállni. A GameCube-ot össze lehetett kötni a Game Boyokkal, így megnyílt ilyenkor egy titkos szoba. Xbox-on különleges kihívások is voltak, ahol rekordokat lehetett dönteni; továbbá ennek a változatnak többet dolgoztak a grafikáján.
A PC/MAC változatot más fejlesztő készítette, mint a konzol változatokat, így más szintekből állt és más volt a játékmenet is, mint konzolos "unokatestvéreiknek". A könyvhöz és a filmhez ez a változat jobban igazodik, mint konzolos társaik. Itt azonban Roxfortból indul a történet. Ez az egyetlen változat, ahol itt indul a történet.
A Game Boy Color változat tipikus szerepjáték. Azonban lehetőség nyílik bizonyos pontokon Harry, Ron és Hermione irányítására is.
A Game Boy Advance változatban van a legkevesebb varázslat, de nagyon szorosan követi a regény eseményeit. A PS2/XB/GC és MAC változatokon alapul. Többnyire minijátékokból áll (csak a Game Boy Color ilyen még).
A PC és MAC változatok teljesen megegyeznek, de a MAC-es változatot gyakran kellett debug módban elindítani üres CD-vel vagy USB meghajtóval, mert gyakran minden visszaállt.
A játék kezdete:
Az Odú (minden változatban, kivéve PC-n, MAC-en és GBA-en).
Abszol Út (GBA).
Roxfort (PC/MAC).
Varázslatok:
PS2/XB/GC: Flipendo, Lumos, Diffindo, Expelliarmus, Skurge, Avifors, Incendio és Alohomora.
PC/MAC: Flipendo, Lumos, Alohomora, Rictusempra, Skurge, Expelliarmus, Mimblewimble, Diffindo és Spongify.
GBA: Flipendo, Incendio, Wingardium Leviosa, Skurge, Avifors és Alohomora.
Habár a GBA változat nem rendelkezik annyi varázslattal, mint a többi, egyedül ebben van Wingardium Leviosa (a lebegtető bűbáj).

## Díjak
A játék zenéjét, amit Jeremy Soule szerzett, a legjobb filmzene videójáték kategóriájában BAFTA díjjal jutalmazták.

## Fordítás
- Ez a szócikk részben vagy egészben  a   Harry Potter and the Chamber of Secrets (video game) című angol Wikipédia-szócikk fordításán alapul.  Az eredeti cikk szerkesztőit annak laptörténete sorolja fel. Ez a jelzés csupán a megfogalmazás eredetét és a szerzői jogokat jelzi, nem szolgál a cikkben szereplő információk forrásmegjelöléseként.